# Rhaphium
Rhaphium är ett släkte av tvåvingar. Rhaphium ingår i familjen styltflugor.

## Bildgalleri

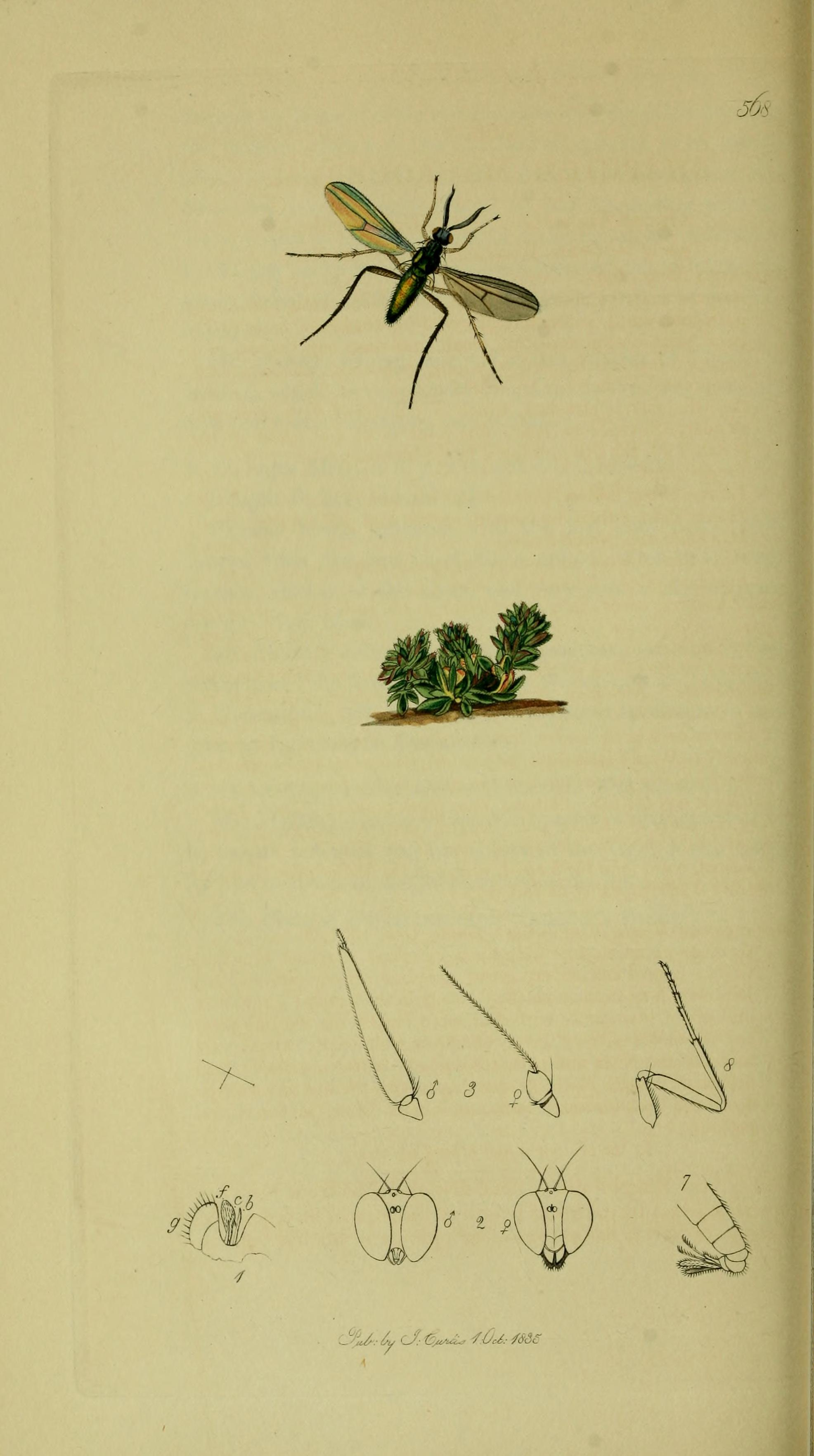
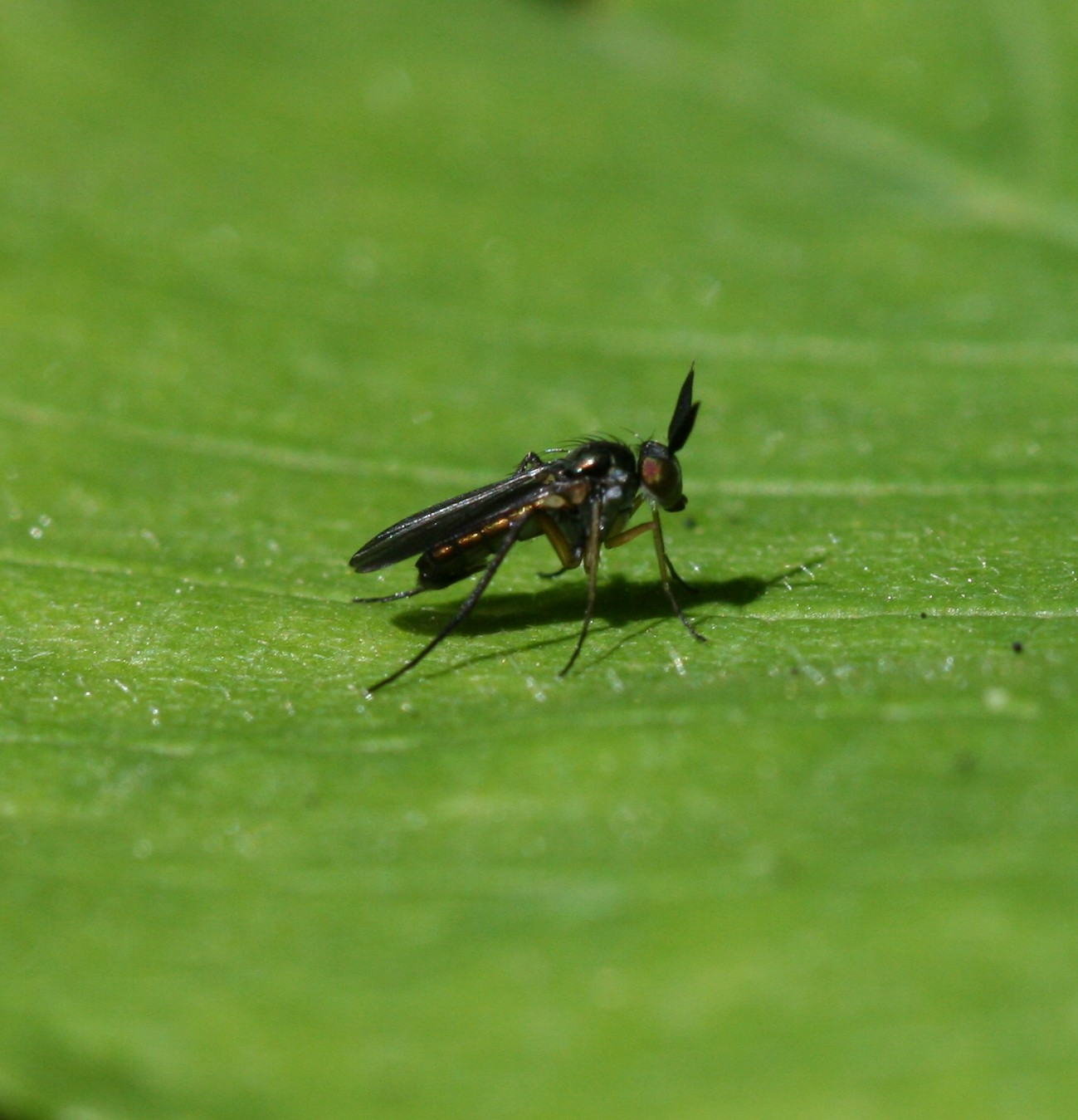
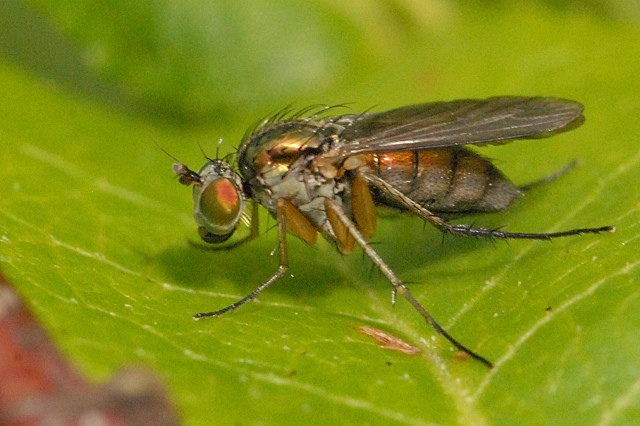
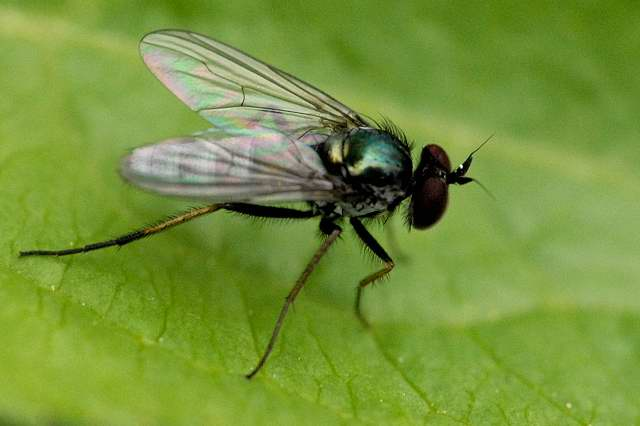
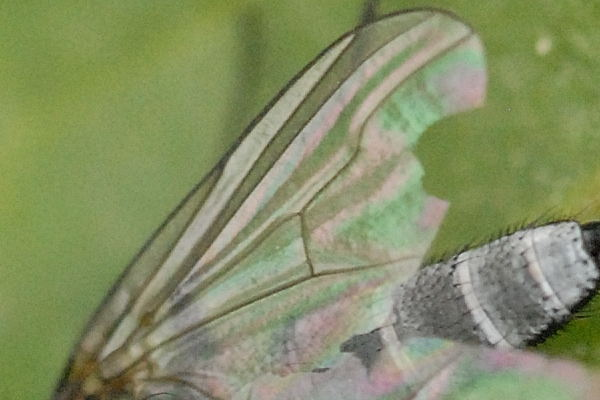
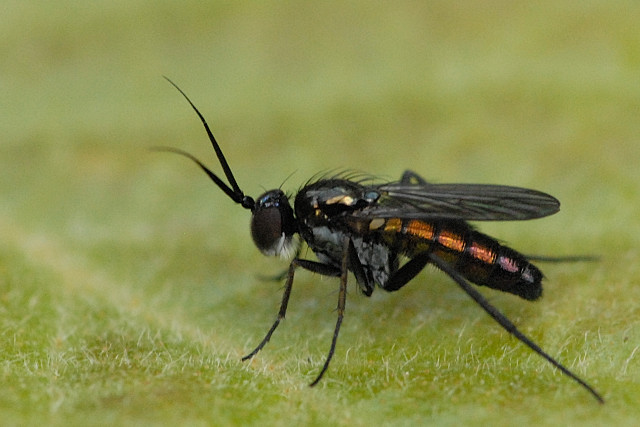

## Dottertaxa tillRhaphium, i alfabetisk ordning[1][2]
- Rhaphium aequale
- Rhaphium albibarbum
- Rhaphium albifrons
- Rhaphium albomaculatum
- Rhaphium aldrichi
- Rhaphium anale
- Rhaphium angusticorne
- Rhaphium antennatum
- Rhaphium apicinigrum
- Rhaphium appendiculatum
- Rhaphium arboreum
- Rhaphium armatum
- Rhaphium atkinsoni
- Rhaphium auctum
- Rhaphium baihuashanum
- Rhaphium banksi
- Rhaphium barbipes
- Rhaphium basale
- Rhaphium beringiense
- Rhaphium bidilatatum
- Rhaphium boreale
- Rhaphium brachyceras
- Rhaphium brevicorne
- Rhaphium brevilamellatum
- Rhaphium browni
- Rhaphium bukzeevae
- Rhaphium bulyginskayae
- Rhaphium calcaratum
- Rhaphium caliginosum
- Rhaphium campestre
- Rhaphium canadense
- Rhaphium caudatum
- Rhaphium ciliatum
- Rhaphium coloradense
- Rhaphium colute
- Rhaphium commune
- Rhaphium confine
- Rhaphium congonsis
- Rhaphium consobrinum
- Rhaphium crassipes
- Rhaphium crinitum
- Rhaphium currani
- Rhaphium dialatatum
- Rhaphium dichromum
- Rhaphium dilatatum
- Rhaphium discigerum
- Rhaphium discolor
- Rhaphium dispar
- Rhaphium doroninae
- Rhaphium doroteum
- Rhaphium dubium
- Rhaphium eburnea
- Rhaphium effilatum
- Rhaphium elegantulum
- Rhaphium elongatum
- Rhaphium ensicorne
- Rhaphium essoensis
- Rhaphium exile
- Rhaphium fasciatum
- Rhaphium fascipes
- Rhaphium femineum
- Rhaphium femoratum
- Rhaphium firsovi
- Rhaphium fissum
- Rhaphium flavicoxa
- Rhaphium flavilabre
- Rhaphium fluviatile
- Rhaphium foliatum
- Rhaphium furcatum
- Rhaphium furcifer
- Rhaphium gansuanum
- Rhaphium gibsoni
- Rhaphium glaciale
- Rhaphium gracile
- Rhaphium grande
- Rhaphium grandicercum
- Rhaphium gravipes
- Rhaphium gruniniani
- Rhaphium gussakovskii
- Rhaphium heilongjiangense
- Rhaphium hirtimanum
- Rhaphium holmgreni
- Rhaphium hungaricum
- Rhaphium igorjani
- Rhaphium insolitum
- Rhaphium intermedium
- Rhaphium jamalensis
- Rhaphium johnsoni
- Rhaphium lanceolatum
- Rhaphium laticorne
- Rhaphium latifacies
- Rhaphium lehri
- Rhaphium longibara
- Rhaphium longicorne
- Rhaphium longipalpe
- Rhaphium longipes
- Rhaphium lugubre
- Rhaphium macalpini
- Rhaphium macrocerum
- Rhaphium mcveighi
- Rhaphium medicoris
- Rhaphium mediocre
- Rhaphium mediocris
- Rhaphium melampus
- Rhaphium micans
- Rhaphium monotrichum
- Rhaphium montanum
- Rhaphium montium
- Rhaphium nasutum
- Rhaphium neolatifacies
- Rhaphium nigribarbatum
- Rhaphium nigricoxa
- Rhaphium nigrociliatum
- Rhaphium nigrovittatum
- Rhaphium nigrum
- Rhaphium nubilum
- Rhaphium nudiusculum
- Rhaphium nudum
- Rhaphium nuortevai
- Rhaphium obscuripes
- Rhaphium obtusum
- Rhaphium occipitale
- Rhaphium orientale
- Rhaphium ornatum
- Rhaphium ovsyannikovae
- Rhaphium palliaristatum
- Rhaphium palpale
- Rhaphium parentianum
- Rhaphium patellitarse
- Rhaphium patulum
- Rhaphium paulseni
- Rhaphium pectinatum
- Rhaphium pectiniger
- Rhaphium penicillatum
- Rhaphium picketti
- Rhaphium pitkini
- Rhaphium pollex
- Rhaphium popularis
- Rhaphium praerosum
- Rhaphium psilopoda
- Rhaphium punctitarse
- Rhaphium qinghaiense
- Rhaphium quadrispinosum
- Rhaphium reaveyi
- Rhaphium relatus
- Rhaphium richterae
- Rhaphium riparium
- Rhaphium rivale
- Rhaphium robustum
- Rhaphium rotundiceps
- Rhaphium sachalinense
- Rhaphium sagittiferum
- Rhaphium septentrionale
- Rhaphium sexsetosum
- Rhaphium shamshevi
- Rhaphium shannoni
- Rhaphium sichotense
- Rhaphium sichuanense
- Rhaphium signiferum
- Rhaphium simplicipes
- Rhaphium sinense
- Rhaphium slossonae
- Rhaphium speciosum
- Rhaphium spinitarse
- Rhaphium stackelbergi
- Rhaphium steyskali
- Rhaphium suave
- Rhaphium subarmatum
- Rhaphium subfurcatum
- Rhaphium temerarium
- Rhaphium terminale
- Rhaphium triangulatum
- Rhaphium tricaudatum
- Rhaphium tridactylum
- Rhaphium tripartitum
- Rhaphium triste
- Rhaphium tuberculatum
- Rhaphium turanicola
- Rhaphium umbripenne
- Rhaphium vanduzeei
- Rhaphium venustum
- Rhaphium wheeleri
- Rhaphium viklundi
- Rhaphium vockerothi
- Rhaphium wuduanum
- Rhaphium xinjiangense
- Rhaphium xipheres
- Rhaphium xiphias
- Rhaphium zakonnikovae
- Rhaphium zetterstedti
- Rhaphium zhongdianum